# Карраро, Федерико
Федери́ко Карра́ро (итал. Federico Carraro; 23 июня 1992, Падуя, Венеция) — итальянский футболист, полузащитник «Фиорентины» и её молодёжной команды, играющий в аренде в «Модене».

## Клубная карьера
Карраро начал футбольную карьеру в «Падове». В 2006 году он перешёл в «Фиорентину». Карраро дебютировал за основную команду «Фиорентины» 14 января 2010 года в матче 1/8 Кубка Италии против «Кьево», где он вышел на замену на 81-й минуте вместо своего товарища по молодёжной команде Кума Бабакара. В 1/4 финала Карраро также вышел на замену в матче с «Лацио». Дебют Карраро в Серии А состоялся в матче последнего тура против «Бари», где он тоже вышел на замену.
13 июля 2011 года Федерико Карраро перешёл в «Модену» на правах аренды.

## Международная карьера
Карраро выступал за юношескую сборную Италии на чемпионате мира в 2009 году. На турнире он забил два мяча.